# Vliegerkruis
Het Vliegerkruis is een Nederlandse oorlogsonderscheiding, ingesteld in 1941, die wordt toegekend "aan militairen, in dienst van het Koninkrijk der Nederlanden, die zich door daden van initiatief, moed en volharding tegenover den vijand dan wel in verband met vijandelijke actie, hebben onderscheiden en deze daden hebben bedreven gedurende een of meer vluchten in een luchtvaartuig". Er werden 737 Vliegerkruisen toegekend, de laatste twee in 2016.

## De totstandkoming van het Vliegerkruis
Op 23 augustus 1941 stelde de in ballingschap in Londen verblijvende ministers in een rapport dat het de "uitdrukkelijke wens" van koningin Wilhelmina was om een Vliegerkruis in te stellen. De Commissie Militaire Onderscheidingen stelde daarop voor een Gouden en een Zilveren Vliegerkruis in te stellen. Ook Prins Bernhard heeft een voorstel geformuleerd waarin hij een Nederlandse versie van het Britse Distinguished Flying Cross en het Air Force Cross voorstelde in de vorm van een gouden en zilveren onderscheiding voor "daden tegenover de vijand" en voor "daden in verband met vijandelijke acties. Tot teleurstelling van de Prins der Nederlanden waren de ministers vervuld met een "kruideniersmentaliteit" en koos men vanwege de kosten voor een enkele zilveren onderscheiding. Het Koninklijk Besluit (no. 9) van 28 augustus 1941 waarin een Vliegerkruis in één graad werd ingesteld voegde de twee voorgestelde verleningsgronden tezamen en sprak van "daden van initiatief, moed en volharding, bedreven gedurende een vlucht in tijd van oorlog, al dan niet in onmiddellijke aanraking met den vijand." In 1944 werden de toekenningsgronden verruimd.
De eerste verleningen vonden op 3 oktober 1941 in een Koninklijk Besluit plaats. Luitenant-vlieger in kort verband T.F.A. Buijs en J.B.H. Bruinier werden al voor het kruis klaar was onderscheiden. In de daaropvolgende jaren werden 31 mannen voor de tweede maal met een Vliegerkruis onderscheiden en alleen G. Cooke kreeg het Vliegerkruis driemaal.  Onder de dragers was "soldaat van Oranje" Erik Hazelhoff Roelfzema, ook prins Bernhard der Nederlanden droeg het Vliegerkruis.

## De vormgeving van het Vliegerkruis
Het zilveren kruis lijkt op het Nederlandse Bronzen Kruis en volgt de Nederlandse traditie maar het lint met de diagonale strepen is een kopie van dat van het in 1918 ingestelde Britse Distinguished Flying Cross. Bij herhaalde toekenning draagt men geen gesp maar een zilveren Arabisch cijfer "2" of "3" op het lint. Dit gespje is nooit officieel vastgesteld.
Het is een vierarmig kruis met in het midden een gekroond medaillon. Op de rand van dit medaillon is te lezen "INITIATIEF MOED VOLHARDING". Op het medaillon en over de armen van het kruis is een naar links vliegende albatros afgebeeld. Boven de romp van de albatros staat de datum "1941".
De keerzijde is vlak en draagt een inscriptie en in de eerste twee oplagen een stempel van de Engelse makers, de juweliersfirma's Mrss. Gaunt en Mrss. Spink&Son. De door de Rijksmunt in Utrecht vervaardigde Vliegerkruisen dragen een ingeslagen mercuriusstaf op de zijkant van de linker kruisarm.
In de eerste oorlogsjaren droegen militairen die in een dagorder eervol waren vermeld ook wel het daarbij behorende zilveren kroontje op hun lint en baton.
Diegene, die het Vliegerkruis voor een tweede maal krijgt toegekend, draagt een goudkleurig Arabisch cijfer "2" op het lint. Bij verdere toekenning kan het cijfer "2" worden verhoogd tot "3". Ook de Kroon voor Eervol Vermelden werd op het baton aangebracht.
Het lint is wit met oranje van rechtsboven naar linksbeneden in een hoek van 45 graden lopende strepen. Het kruis wordt ook als miniatuur gedragen.
Op het lint van het Vliegerkruis kon ook de gouden Kroon voor Eervol Vermelden gedragen worden. Toen op 20 maart 1944 de Bronzen Leeuw werd ingesteld, en de kroon verviel, werden alle 18 Vliegerkruizen met Eervolle Vermelding hierdoor vervangen. Opvallend is dat men in de oorlog bij gebrek aan materiaal Engelse kronen, de kroon van Sint-James, gebruikte uit Engelse voorraden.

## Het vliegerkruis in de 20e eeuw
Het vliegerkruis werd tijdens de 20e eeuw 733 keer verleend aan 698 personen van verschillende nationaliteiten, het merendeel aan Nederlanders maar ook aan Amerikanen, Australiërs, Britten, Canadezen en zeven Polen. Ida Veldhuyzen van Zanten was de enige vrouw die het vliegerkruis ontving. G. Cooke ontving het vliegerkruis drie maal.
Het vliegerkruis werd twaalfmaal vervangen door een andere, hogere onderscheiding voor hetzelfde wapenfeit waarbij de vliegers Burgerhout, Brugging, Deibel en Rijnders een Militaire Willems-Orde verwierven. Negenenzestig maal werd het vliegerkruis postuum verleend waarbij aangetekend moet worden dat drie van de postuum gedecoreerden toch nog in leven bleken te zijn. Achtentachtig vreemdelingen van negen nationaliteiten werden met het Nederlandse Vliegerkruis vereerd.
De vliegerkruisen werden tot 1953 verleend, daarbij waren ook vier vliegerkruisen voor inzet tijdens de Politionele Acties in Nederlands-Indië. De oorlog in Korea en de strijd om Nieuw-Guinea leverden geen vliegerkruisen op maar vluchten boven Joegoslavië wél.
De onderscheiding werd ook (postuum) aan enkele civiele bemanningen van de KLM uitgereikt voor hun daden tijdens de Tweede Wereldoorlog. Bij de operatie vanuit Engeland waren er drie afzonderlijke aanvallen van Luftwaffe-jagers op de DC-3 Ibis op de Bristol-Lissabon lijndienst (de laatste aanval was fataal, zie BOAC vlucht 777).

## Het vliegerkruis in de 21e eeuw
Op 23 januari 2002 ontvingen majoor-vlieger Marcel Duivesteijn en de Amerikaanse vlieger William L. Thomas, Jr in de Haagse Ridderzaal uit handen van minister van Defensie Frank de Grave het Vliegerkruis. Het was voor het eerst sinds 48 jaar dat de onderscheiding weer werd uitgereikt. Duivesteijn en Thomas kregen de onderscheiding voor hun moedige optreden tijdens de operatie Allied Force. De luchtmachten van de NAVO vielen in 1999 doelen in Servië aan. De beide vliegers maakten deel uit van het Nederlands-Belgische F-16-detachement dat gedurende de operatie "Allied Force" opereerde vanaf de NAVO vliegbasis Amendola in Italië. In de nacht van 7 op 8 juni 1999 vloog Majoor Duivesteijn een van de laatste missies van Allied Force. Tijdens een aanval op vliegbasis Batajnica in de buurt van Belgrado werd hij beschoten door de Servische luchtdoelartillerie en werden er SA-3 Goa grond-luchtraketten op zijn vliegtuig afgevuurd. Thomas trok door het afvuren van warmte afgevende fakkels (flares) en stroken met speciale radarreflecterende zilverfolie (chaff) een deel van het vijandelijke vuur naar zich toe. Duivesteijn was daardoor in staat om zichzelf en zijn vliegtuig te redden. Ondanks de beschietingen lukte het de beide vliegers daarna toch om drie Servische MiG-29's op de grond te vernietigen.
Bij besluit van 2 februari 2015 gepubliceerd in Staatsblad #108 van het Koninkrijk der Nederlanden werd  bepaald dat Ingaande 1 januari 2017 moet een verzoek om toekenning van het Vliegerkruis zijn ingediend binnen tien jaar na de in artikel 2 genoemde daden. (binnen tien jaar na het gepleegde feit).
Op 7 december 2016 ontvingen kapitein-vlieger b.d. Lennart Buis en de kapitein-vlieger Roël Boezen uit handen van minister van Defensie Jeanine Hennis-Plasschaert het Vliegerkuis. Het is voor het eerst in de geschiedenis dat helikoptervliegers van de Koninklijke Luchtmacht met het Vliegerkruis werden onderscheiden. De vliegers hadden zich "onderscheiden door daden van initiatief, moed en volharding in verband met vijandelijke actie" bij een actie op 23 september 2009 in de Afghaanse provincie Uruzgan. Tijdens een vlucht met hun CH-47 Chinook helikopter ter ondersteuning van acties van Taskforce 55, een eenheid bestaande uit Korps Commandotroepen en speciale eenheden van het Korps Mariniers, bleef het toestel rondvliegen in de omgeving van Tagaw om eventuele gewonden te kunnen vervoeren indien daar noodzaak toe was. Onverwacht werd de bemanning gevraagd een vluchtende verdachte op te pakken die uit een vermeende wapenopslag was gekomen. Hoewel de resterende hoeveelheid brandstof gering was en in slecht zicht in een stofwolk een landing moest worden gemaakt op een niet verkende landingsplaats, met alle risico's van dien, slagen twee bemanningsleden erin binnen 10 minuten de verdachte op te pakken en terug te keren naar de helikopter..

## Benoemingen

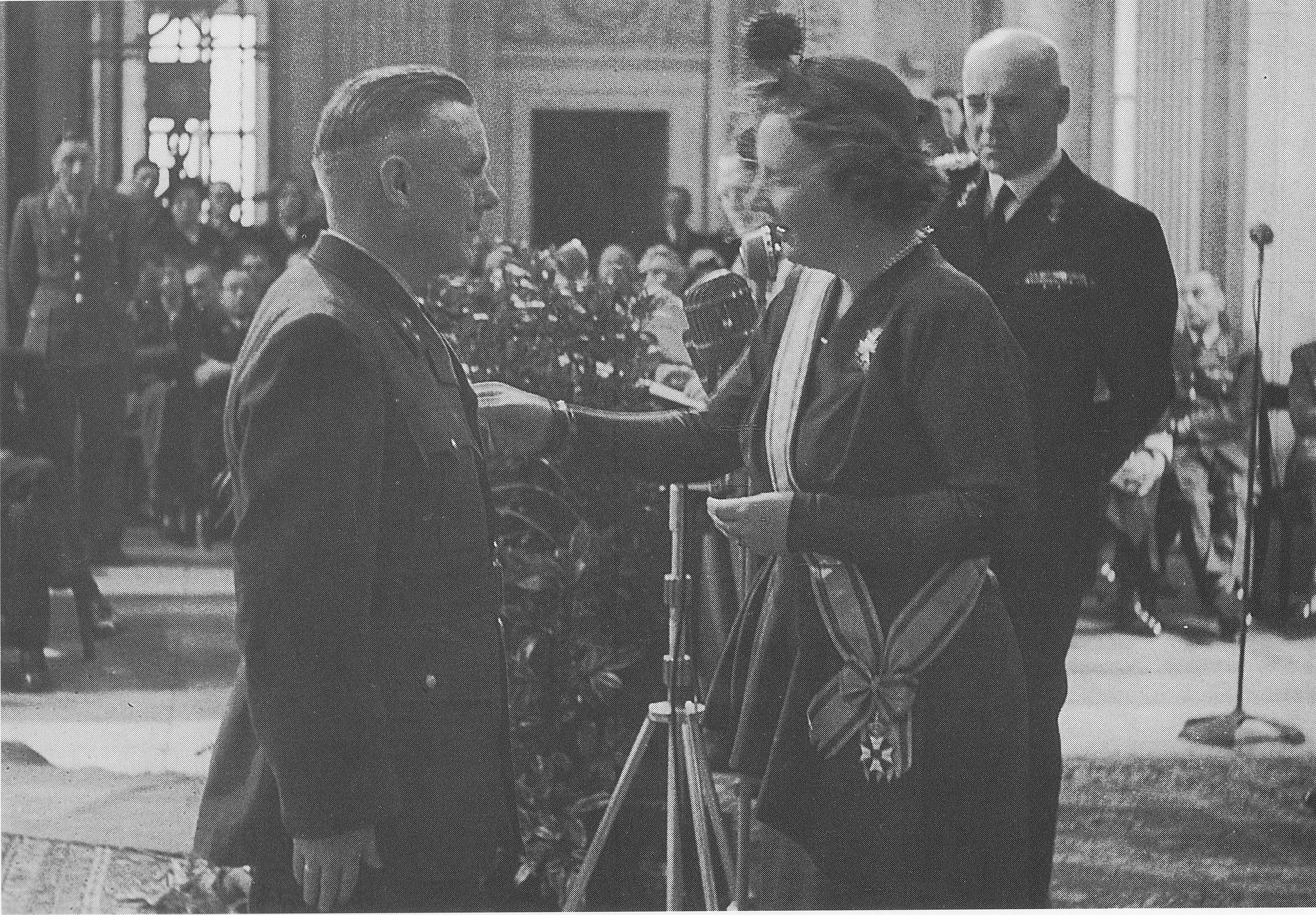
Uitreiking vliegerkruis door H.M. Koningin Juliana aan Kapitein-Vlieger Jan Lukkien, 3 juni 1950

Zie de Lijst van personen onderscheiden met het Vliegerkruis.